# Kofschip (schip)

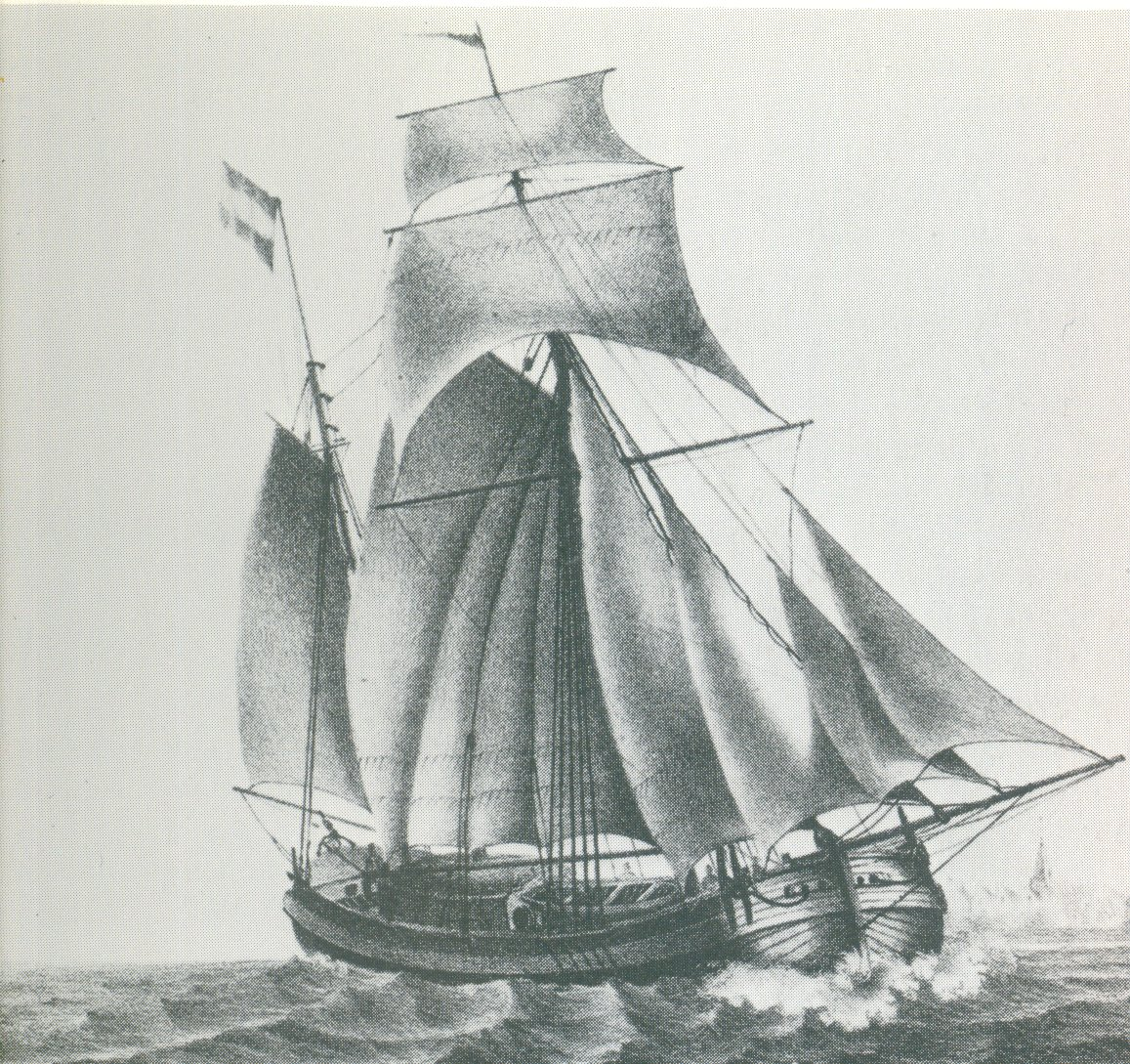
kofschip naar P. Le Comte Afbeeldingen van vaartuigen in verschillende beweging Amsterdam 1831

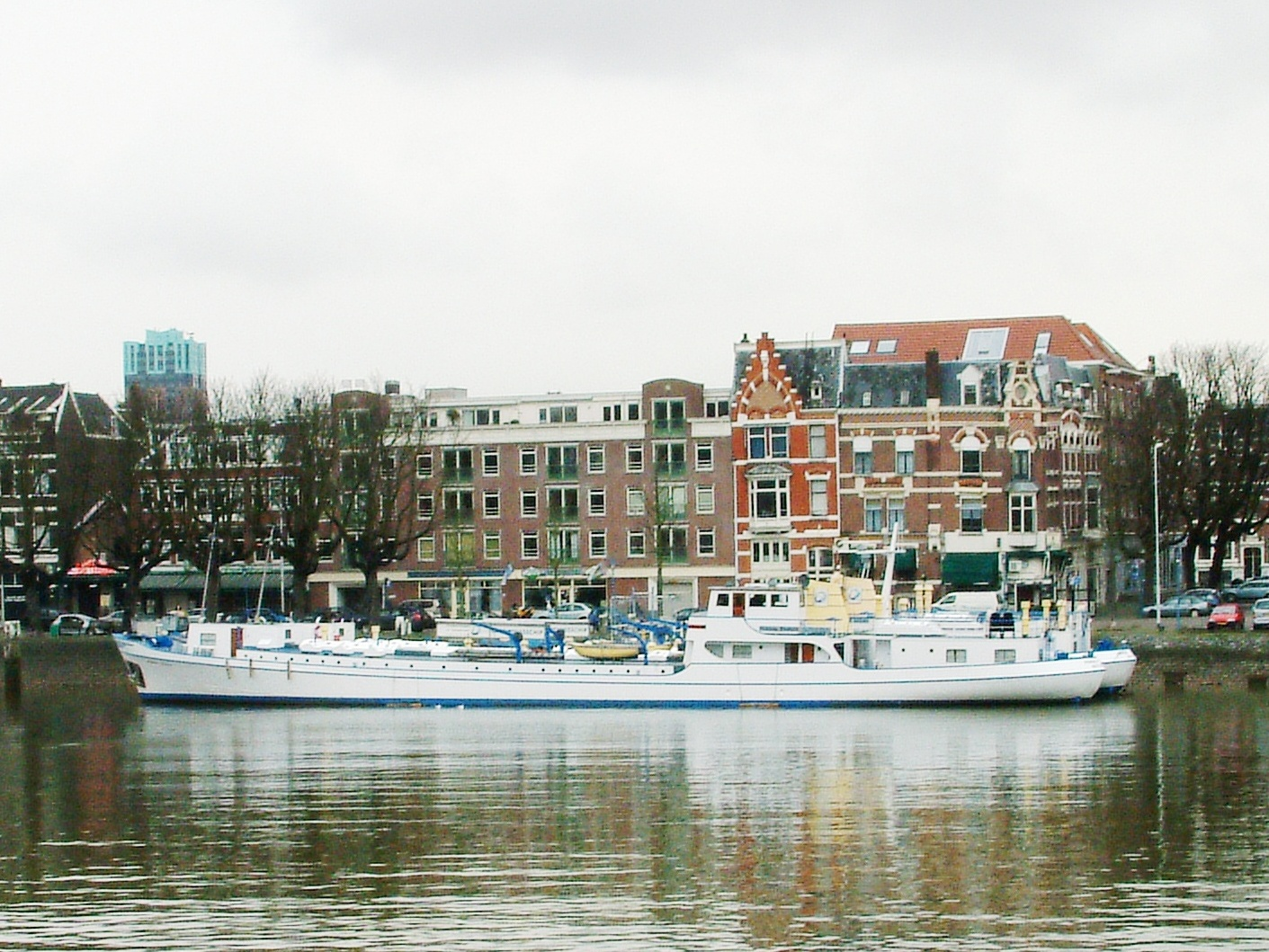
Schepen van het voormalig Koninklijk Onderwijs Fonds voor de scheepvaart, KOF-schepen

Een kofschip was oorspronkelijk een zeilschip van ca. 12 meter lang voor kust- en binnenvaart. Het leek veel op een smak en had een ronde voor- en achtersteven, een platte bodem en zwaarden. Het schip voerde meestal twee masten. Na 1735 kwam er een versie voor dieper water, met een scherper voor- en achterschip, en zonder zwaarden. Dit type werd wel een schoenerkof genoemd.
Een typisch kenmerk van de kof is het geveegd onderwaterschip, iets wat direct terug te voeren is op de scheepstypes kogge en ewer. Ook had zij meer zeeg. Grote koffen, tot circa 28 meter, hadden een bezaansmast achter de roef. Zij werden hoofdzakelijk gebruikt voor de handel op landen rond de Oostzee en haalden daar onder andere graan, vis en hout. Deze lading werd verkocht tot in het zuiden van Frankrijk, en daar werd veelal wijn als retourvracht ingenomen. Er zijn ook overtochten bekend naar Noord-Amerika.
Het woord is bekend van het taalkundige ezelsbruggetje 't Kofschip.

## KOF-schepen
Het Koninklijk Onderwijsfonds voor de Scheepvaart heeft begin jaren 60 een aantal instructieschepen laten bouwen. Het betreft de Prinses Beatrix, Prinses Irene en de Prinses Christina. In de branche waren die bekend als de schepen van het KOF, de KOF-schepen. Ze waren in gebruik bij het Scheepvaart en Transport College in Rotterdam en lagen in het Boerengat. Als opleidingsschepen zijn ze allemaal vervangen door 1 schip, de Ab Initio.